# Petro Poroszenko
Petro Ołeksijowycz Poroszenko, ukr. Петро Олексійович Порошенко (ur. 26 września 1965 w Bołgradzie) – ukraiński polityk i przedsiębiorca, z wykształcenia ekonomista. Minister spraw zagranicznych w latach 2009–2010, minister rozwoju gospodarczego i handlu w 2012, w latach 2014–2019 prezydent Ukrainy.

## Życiorys
W 1989 ukończył studia ekonomiczne na Uniwersytecie Kijowskim.
W latach 90. w okresie przemian zajął się prowadzeniem własnej działalności gospodarczej. W 1996 założył przedsiębiorstwo cukiernicze Roshen. Wpływy w branży cukierniczej przyniosły mu przydomek „króla czekolady”. Został również właścicielem kanału telewizyjnego 5 kanał. Działalność biznesowa przyniosła mu zyski, dzięki którym stał się jednym z najbogatszych Ukraińców (w 2014 „Forbes” plasował go na 6. miejscu tworzonej przez siebie listy, wyceniając jego aktywa na 1,3 miliarda USD).
W latach 1998, 2002 i 2006 uzyskiwał mandat deputowanego do Rady Najwyższej. Działał w Zjednoczonej Socjaldemokratycznej Partii Ukrainy. Odszedł z niej w 2001, utworzył w oparciu o grupę deputowanych Partię Solidarność, z którą wszedł do Naszej Ukrainy. Był jednym z przywódców pomarańczowej rewolucji, a także jednym z głównych jej sponsorów.
W 2004 objął kierownictwo Rady Bezpieczeństwa Narodowego i Obrony Ukrainy, ustąpił po kilku miesiącach na skutek konfliktu z ówczesną premier Julią Tymoszenko. W 2005 razem z innymi liderami Partii Solidarność wstąpił do Ludowego Związku „Nasza Ukraina” (jego dotychczasowa partia nie została formalnie zlikwidowana, lecz faktycznie zaprzestała w tym czasie dalszej działalności). Latem 2006 był kandydatem „pomarańczowej” koalicji na stanowisko przewodniczącego Rady Najwyższej, jego kandydatura upadła po przejściu Ołeksandra Moroza na stronę Partii Regionów. W 2007 nie znalazł się na liście wyborczej. W tym samym roku mianowano go przewodniczącym rady Narodowego Banku Ukrainy.
9 października 2009 został ministrem spraw zagranicznych Ukrainy, urząd ten zajmował do 11 marca 2010. Powrócił do rządu 23 marca 2012. W kontrolowanym przez Partię Regionów pierwszym gabinecie Mykoły Azarowa objął stanowisko ministra rozwoju gospodarczego i handlu. W wyborach w 2012 ponownie uzyskał mandat poselski jako kandydat niezależny. Zakończył następnie urzędowanie na stanowisku ministra. W 2013 został jednym ze sponsorów Euromajdanu, które doprowadziły do zmiany władzy w Kijowie.
29 marca 2014 ogłosił, iż zamierza startować w wyborach prezydenckich w 2014. W głosowaniu z 25 maja 2014 zwyciężył w pierwszej turze, otrzymując w niej 54,7% głosów. 7 czerwca 2014 złożył przysięgę w Radzie Najwyższej Ukrainy, rozpoczynając pięcioletnią kadencję prezydenta Ukrainy. 25 sierpnia 2014 zarządził przedterminowe wybory parlamentarne do Rady Najwyższej.
W styczniu 2019 oficjalnie ogłosił ubieganie się o reelekcję w wyborach prezydenckich w tym samym roku. W pierwszej turze głosowania z 31 marca z wynikiem ponad 15,9% głosów zajął drugie miejsce za Wołodymyrem Zełenskim, którego poparło 30,2% głosujących. W drugiej turze głosowania z 21 kwietnia Petro Poroszenko otrzymał 24,5% głosów, przegrywając tym samym ze swoim konkurentem. Zakończył urzędowanie 20 maja 2019, kiedy to zaprzysiężono jego następcę.
W maju 2019 jego ugrupowanie przyjęło nazwę Europejska Solidarność, a były prezydent stanął na jego czele. W wyborach w tym samym roku ponownie uzyskał mandat deputowanego.

## Życie prywatne
W 1984 zawarł związek małżeński z Maryną. Ma czwórkę dzieci: synów Ołeksija (ur. 1985) i Mychajła (ur. 2001) oraz córki bliźniaczki Jewheniję i Ołeksandrę (ur. 2000).

## Odznaczenia
- Order Za Zasługi II stopnia (1999), III stopnia (1998)
- Order Orła Białego (Polska, 2014)[14]
- Order Republiki (Mołdawia, 2014)[15]
- Order za Wybitne Zasługi (Słowenia, 2016)[16]